# Isole della Lealtà
Le Isole della Lealtà (Îles Loyauté in francese,  Loyalty Islands in inglese, Loyalitas Kepunahoa in canaco) sono un arcipelago dell'oceano Pacifico sudoccidentale, situato di fronte alla costa orientale della Nuova Caledonia. Ne fanno parte le isole di Maré, Lifou, Ouvéa, Tiga, Mouli e Faiava.
Amministrativamente appartenenti alla Francia, sono una delle tre province del Dipartimento d'oltremare della Nuova Caledonia e comprende i comuni di Lifou, Ouvéa e Maré.

## Presidenti della Provincia delle Isole della Lealtà
| Presidente         | Periodo in carica               | Partito  | N° |
| ------------------ | ------------------------------- | -------- | -- |
| Richard Kaloï      | 16 giugno 1989 - 10 luglio 1995 | FLNKS-UC | 1° |
| Nidoïsh Naisseline | 14 luglio 1995 - 10 maggio 1999 | LKS      | 2° |
| Robert Xowie       | 15 maggio 1999 - 9 maggio 2004  | FLNKS-UC | 3° |
| Néko Hnepeune      | 14 maggio 2004 -                | FLNKS-UC | 4° |